# 美索不達米亞 (羅馬行省)

罗马帝国东方管区，其中包括美索不达米亚行省

美索不达米亚先后曾为罗马帝国两个不同行省的名称。其一为存在于116至117年，由羅馬皇帝圖拉真设立的行省。另一个则是于公元198年左右由塞普蒂米烏斯·塞維魯设立的行省，管辖地区位于罗马帝国与萨珊王朝接壤处。该行省一直存续至公元7世纪才被穆斯林征服。

## 图拉真设立的行省
公元113年，罗马皇帝圖拉真对帝国东部长期以来的对手帕提亚帝国发动进攻。次年征服了亚美尼亚，并在当地设立行省。115年年末，占领了北美索不达米亚。116年年初，将两地并为一省。在出土的货币中有以纪念这一事件。
同年年末，图拉真进入到中美索不达米亚及南美索不达米亚，使得美索不达米亚行省进一步扩大。他还渡过底格里斯河，抵达阿迪亚波纳，将其并入另一个罗马帝国行省——亚述。但其并未止步于此，在116年的最后几个月间，他攻破波斯重镇蘇薩，将帕提亚国王奧斯羅埃斯一世废黜，并扶植其傀儡帕爾塔馬斯帕提斯登上王座。而在此之前后，罗马帝国皇帝皆从未推进到过如此靠东的地方。
图拉真去世后，继任者哈德良放弃了幼发拉底河以东领土，退回到原有边界。

## 塞维鲁设立的行省

### 维鲁斯时期
北美索不达米亚包括奥斯若恩一带，在161年至166年維魯斯进行的罗马波斯战争中，再次归于罗马治下，但未正式设立行省。相反，此地交由当地的附庸统治者管理。尽管此地仍有罗马驻军，尤其是在尼西比斯。

### 五帝之年
但是罗马帝国对此地的控制却在195年因塞普蒂米烏斯·塞維魯以及篡位者奈哲尔之间的内战而受到威胁。此地发生叛乱，尼西比斯遭到围困。塞维鲁迅速重建了秩序，并将奥斯若恩设立为行省。

### 塞维鲁重新占据
此后塞维鲁与帕提亚开战，并成功攻入其首都泰西封。他效仿图拉真，于198年重新设立了美索不达米亚行省，将尼西比斯完全升格为罗马殖民地，作为新省份的首府。
与图拉真设立的省份不同，前者囊括了两河流域之间罗马占据的整个美索不达米亚，新的行省局限于南部的奥斯若恩，北部的幼发拉底河及底格里斯河，还有东部的哈布爾河之间。

### 动荡

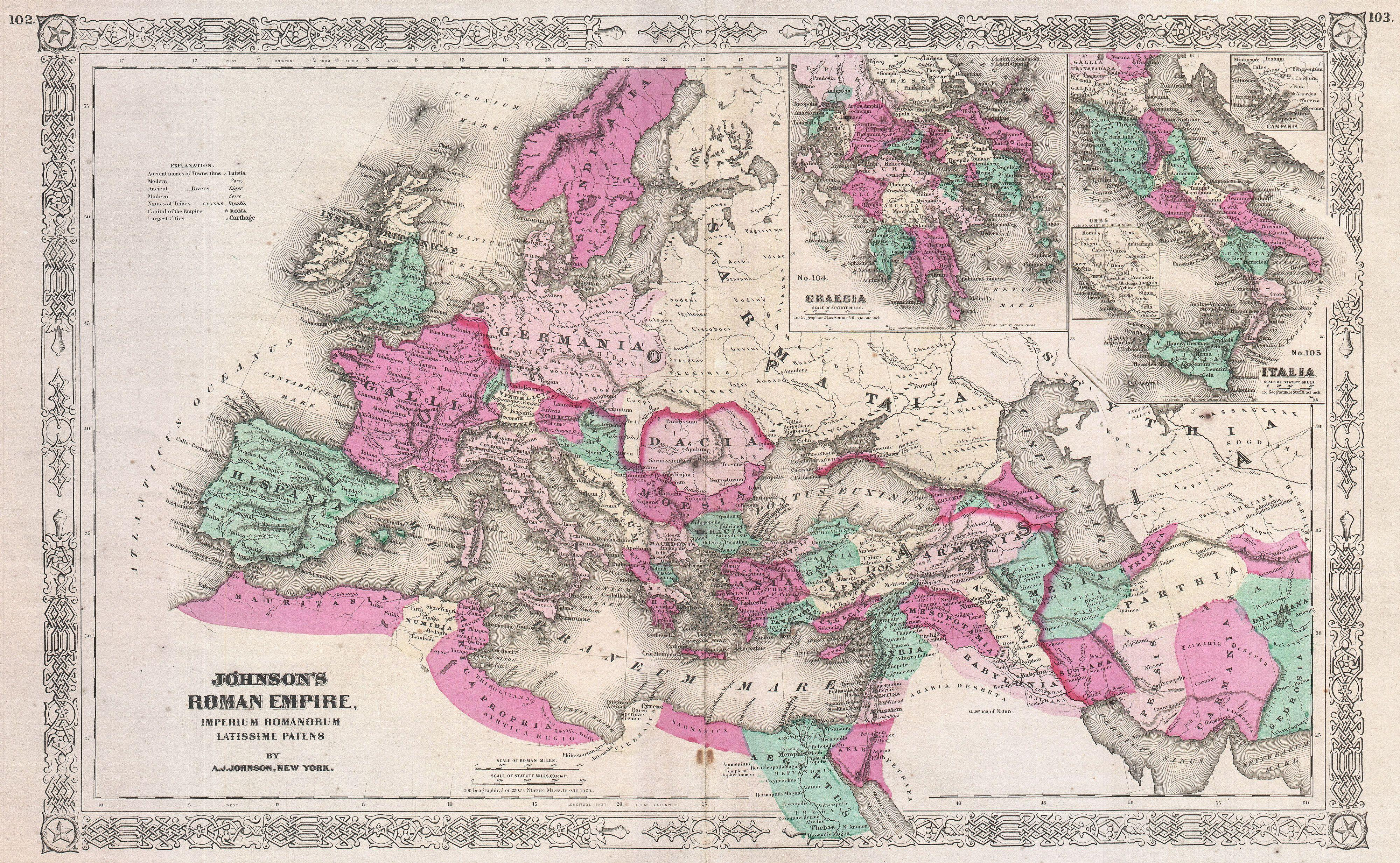
一份标有美索不达米亚行省的罗马帝国地图

在其存续的剩余岁月中 ，新省份居于罗马帝国与其东部邻居之间的要冲地带，在罗马－波斯战争饱经蹂躏。六帝之年后的动荡岁月里，新萨珊王朝的建立者阿尔达希尔一世侵吞了此地，但于253年为罗马将军提米斯特乌斯收复。在3世纪50年代，波斯沙普尔一世进攻美索不达米亚，与罗马皇帝瓦勒良发生战争，后者于260年被其擒获。但在次年，沙普尔遭奥登纳图斯挫败，被驱逐出美索不达米亚。

## 重新划分
在戴克里先及君士坦丁一世的改革中，美索不达米亚成为东方管区的一部分，其附属于东方大区。

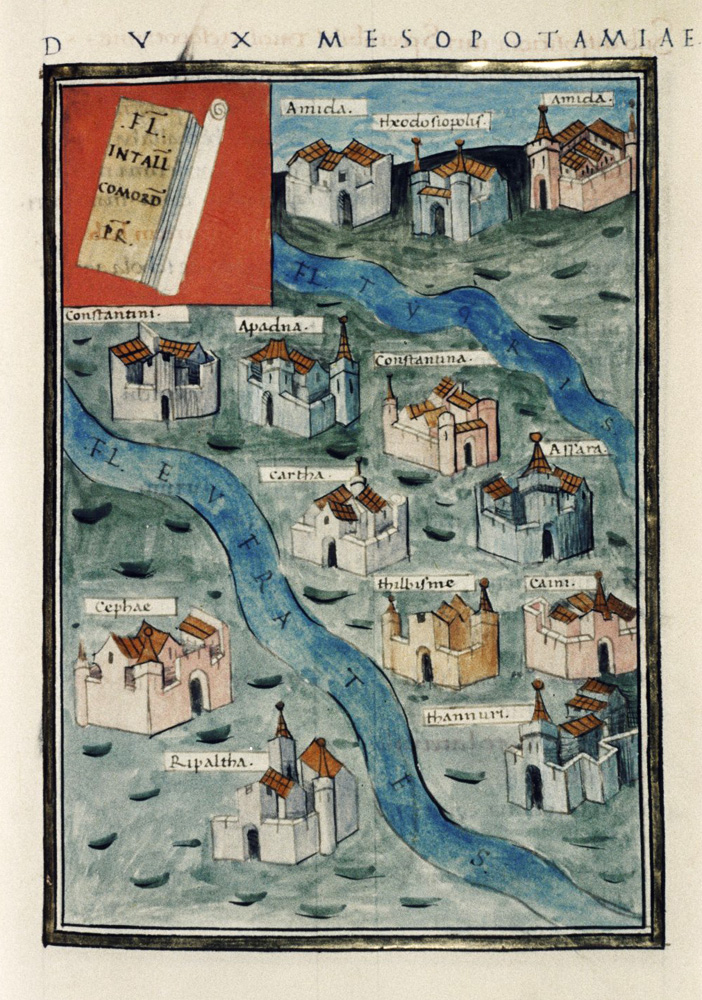
美索不达米亚行省的罗马兵站地图，来自于一份1436年的手稿

尼西比斯及辛賈爾之前皆为阿迪亚波纳领土，被罗马帝国皇帝戴克里先征服，后在363年尤利安对波斯作战失利后沦陷，行省首府只得迁往阿米达。军事长官则坐镇于維蘭謝希爾。行省内其他城市还包括錫爾萬等。
在公元502年至506年的阿纳斯塔斯战争中失利之后，东罗马帝国皇帝阿纳斯塔修斯一世在达拉建立了要塞，以反攻尼西比斯，并作为军事长官的新驻地。
在查士丁尼一世的改革中，行省被拆分，北部地区连同锡尔万划归第四亚美尼亚行省，剩余部分被一分为二，底格里斯河以南区域首府为阿米达，另一部分首府为达拉。该省份在6世纪与波斯反复的战争中饱经摧残，达拉甚至于573年被波斯攻陷。虽然东罗马于591年和平夺回达拉，但在602至628年与波斯的战争中再次失守。633至640年的穆斯林征服中，罗马最终失去了这一地域。

### 脚注
1. ↑  Bennett (1997), pp. 196, 198–199
2. ↑  Bennett (1997), p. 201
3. ↑  Bennett (1997), pp. 206–207
4. ↑  Mommsen, Dickson & Purdie (2004), p. 72
5. ↑  Mommsen, Dickson & Purdie (2004), pp. 77–78
6. ↑  Southern (2001), p. 33
7. ↑  Mommsen, Dickson & Purdie (2004), pp. 78–79
8. ↑  Southern (2001), p. 42
9. 1 2 3 4  Kazhdan (1991), p. 1348
10. ↑  Southern (2001), p. 70–71
11. ↑  Mommsen, Dickson & Purdie (2004), p. 100
12. ↑  Mommsen, Dickson & Purdie (2004), pp. 103–104

### 书籍
- Bennett, Julian. . Routledge. 1997. ISBN 0-415-16524-5.
- Kazhdan, Alexander (编). . Oxford University Press. 1991. ISBN 978-0-19-504652-6.
- Mommsen, Theodor; Dickson, William Purdie; Haverfield, Francis. . Gorgias Press LLC. 2004. ISBN 978-1-59333-026-2.
- Southern, Pat. . Routledge. 2001. ISBN 978-0-203-45159-5.